# Lestodiplosis lacciferi
Lestodiplosis lacciferi är en tvåvingeart som först beskrevs av Barnes 1935.  Lestodiplosis lacciferi ingår i släktet Lestodiplosis och familjen gallmyggor. Inga underarter finns listade i Catalogue of Life.